# Algenib
Algenib (von arabisch الجانب, DMG al-ğānib ‚die Flanke“, „die Seite‘) ist der Name des Sterns γ Pegasi (Gamma Pegasi). Algenib markiert die südöstliche Ecke des Pegasusquadrats. Zusammen mit seinem nördlichen Nachbarstern Sirrah markiert er annähernd den "Nullmeridian" des Sternhimmels, den Meridian mit dem Koordinatenwert Rektaszension = Null.
Algenib ist ein veränderlicher Stern vom Typ β Cephei. Seine Helligkeit schwankt mit einer Periode von 0,1575 Tagen zwischen 2,78 und 2,89 mag.
Algenib ist 392 Lichtjahre entfernt und gehört zur Spektralklasse B2.